# Лейрійсько-Фатімська діоцезія

Лісабонський патріархат
Бразька архідіоцезія
Еворська архідіоцезія

Лейрійсько-Фатімська діоце́зія (лат. Dioecesis Leiriensis-Fatimensis; порт. Diocese de Leiria-Fátima) — діоцезія (єпископство) Римо-Католицької Церкви у Португалії, з центром у місті Лейрія. Очолюється єпископом Лейрійським. Охоплює територію округу Лейрія. Площа — 1700 км². Суфраганна діоцезія Лісабонського патріархату. Станом на 2013 рік поділялася на 75 парафій. Головний храм — Лейрійський собор Непорочного зачаття Діви Марії. Створена 22 травня 1545 року як Лейрійська діоцезія (лат. Dioecesis Leiriensis; порт. Diocese de Leiria), за понтифікату римського папи Павла III і правління португальського короля Жуана III. Скасована 4 вересня 1882 року. Відновлена 17 січня 1918 року папою Бенедиктом XV. Перейменована 13 травня 1984 року на сучасну назву за понтифікату Івана Павла II, на честь Фатімського чуда. Єпископ з 2006 року — Антоніу Авгушту дош Сантуш Марту. Інша назва — Лейрійсько-Фатімське єпископство (порт. Bispado de Leiria-Fátima).